# Angangueo
Minéral de Angangueo oder kurz Angangueo ist eine mexikanische Kleinstadt mit etwa 5.000 Einwohnern im Osten des Bundesstaates Michoacán; die Stadt ist Verwaltungssitz des Municipio Angangueo mit insgesamt etwa 12.000 Einwohnern. Seit dem Jahr 2012 gehört das historische Zentrum der Stadt zu den Pueblos Mágicos.

## Lage und Klima
Angangueo liegt in den bewaldeten Bergen der Sierra Madre Occidental in einer Höhe von etwa 2650 m; die Provinzhauptstadt Morelia ist ca. 135 km in westlicher Richtung entfernt. Das Klima ist gemäßigt bis warm; Regen (ca. 1020 mm/Jahr) fällt ganz überwiegend im Sommerhalbjahr.

## Bevölkerungsentwicklung
| Jahr      | 2000  | 2005  | 2010  |
| Einwohner | 4.816 | 5.030 | 4.601 |

Der überwiegende Teil der Bevölkerung ist indianischer Abstammung; zahlreich sind auch Mestizen. Gesprochen wird hauptsächlich Spanisch.

## Wirtschaft
Angangueo war bis ins frühe 20. Jahrhundert hinein ein Bergwerks- und Verwaltungsstädtchen; nach einigen Unglücken und wegen des Rückgangs der Erträge schlossen die internationalen Minenunternehmen den Standort. Seit der Ernennung zum Pueblo Mágico im Jahr 2012 spielt der innermexikanische Tourismus eine gewisse Rolle für das wirtschaftliche Überleben des abgelegenen Städtchens. In den Dörfern der Umgebung des Ortes gibt es zahlreiche kleinere Viehzuchtbetriebe (rancheros).

## Geschichte
Angangueo wurde von den Spaniern unter der Führung Nuño Beltrán de Guzmáns im Jahr 1530 erstmals besucht. 20 Jahre später bestimmte der Vizekönig Antonio de Mendoza den ehemaligen Generalkapitän Gonzalo de Salazar zum Verwalter der Gegend. Erst im Jahr 1792 wurde der Ort offiziell gegründet; im Jahr 1831 erhielt er den Gemeindestatus (municipio). Im Jahr 2010 verursachten starke Regenfälle Erdrutsche und Überschwemmungen, die beinahe zur Aufgabe des Ortes geführt hätten; zahlreiche Bewohner wurden umgesiedelt, doch sind einige inzwischen wieder zurückgekehrt.

## Sehenswürdigkeiten
- Die neobarocke Kirche San Simón Celador stammt aus der Mitte des 19. Jahrhunderts und ist dem Apostel Simon Zelotes geweiht. Eine ca. 20-stufige Treppenanlage führt zum Portal. Im einschiffigen Inneren der Kirche dominiert eine barock-klassizistische Architektur.[3]
- Die eintürmige Iglesia de la Concepción wurde im ausgehenden 19. Jahrhundert in neugotischem Stil erbaut und ist der Unbefleckten Empfängnis Mariens geweiht.
- Die gesamte Umgebung des Ortes gehört zu den winterlichen Ruheplätzen des Monarchfalters.